# 퍼피 구조대: 더 마이티 무비
《퍼피 구조대: 더 마이티 무비》(영어: PAW Patrol: The Mighty Movie)는 2023년 개봉한 미국, 캐나다의 애니메이션 작품이다. 2년 전에 개봉한 퍼피 구조대 더 무비의 후속작이다

## 등장인물

### 한국어 더빙
- 정선혜:라이더
- 박지윤: 스카이
- 신용우: 체이스
- 문남숙: 마셜
- 엄상현: 러블

### 영어 더빙
- 크리스천 컨버리: 체이스
- 마르사이 마틴: 리버티
- 제임스 마스던: 행크
- 크리스틴 벨: 자넷
- 이안 아미티지
- 타라지 P. 헨슨: 빅토리아 밴스